# Mozilla Sunbird
Sunbird és una aplicació independent basada en el mòdul (o extensió) de calendari de Mozilla, el Mozilla Calendar, i compleix fàcilment les seves funcions d'agenda, llista de tasques i calendari amb alarmes. Aquest projecte no rep cap actualització des del 2010.
Disposa d'una interfície d'usuari de disseny simple, amb diverses possibilitats de visualització i una sèrie de funcions que permeten gestionar la vida diària tant en l'aspecte laboral com personal: programació de tasques, cites, aniversaris i altres fets importants, eina d'alarmes, etc.
Una de les possibilitats més interessants que ofereix és la possibilitat de gestionar un calendari compartit per un grup de persones. D'aquesta manera és possible crear calendaris col·laboratius per grups de treball.
L'aplicació utilitza fitxers estàndard tipus .ics. els quals estan allotjats en un servidor. El servidor web que servirà els calendaris haurà d'estar configurat en mode WEB-DAV, d'aquesta forma serà possible guardar els canvis realitzats pels clients.
Existeix una versió portàtil de Sunbird que es pot transportar i usar directament des d'una memòria USB sense necessitat d'instal·lar-se a l'ordinador.

## Historial de versions
| Llegenda:         | Llegenda:     | Llegenda:        |
| ----------------- | ------------- | ---------------- |
| Versions antigues | Versió actual | Versions futures |

| Versió de Gecko | Versió                                      | Data de publicació      |
| --------------- | ------------------------------------------- | ----------------------- |
| 1.8             | 0.2                                         | 4 de febrer del 2005    |
| 1.9             | 0.3 Arxivat 2008-02-18 a Wayback Machine.   | 11 d'octubre del 2006   |
| 1.9             | 0.3.1 Arxivat 2008-02-24 a Wayback Machine. | 19 de febrer del 2007   |
| 1.8.1           | 0.5 Arxivat 2008-03-31 a Wayback Machine.   | 27 de juny del 2007     |
| 1.8.1           | 0.7 Arxivat 2008-04-04 a Wayback Machine.   | 25 d'octubre del 2007   |
| 1.8.1           | 0.8 Arxivat 2008-04-01 a Wayback Machine.   | 4 d'abril del 2008      |
| 1.8.1           | 0.9                                         | 23 de setembre del 2008 |
| 1.9.1           | 1.0b1                                       | 2 d'abril del 2010      |
| 1.9.1           | 1.0b2                                       | Juny del 2010           |